# フロラン・ド・クロクス
フロラン・ド・クロクスあるいはフロラン・ド・クロー（Florent de Crox, 生没年未詳）は、16世紀フランスの占星術師である。同時代の医師・占星術師ノストラダムスに便乗して、自著の著者名に「故ミシェル・ノストラダムス師の弟子」という肩書きを常につけていたが、ノストラダムス本人との接点は確認されていない。

## 著作
この人物による著作は4冊確認されているが、すべて暦書である。
- 『1570年向けの暦』（Almanach, Pour l'An M.D.LXX., 1569年頃）
- 『1583年向けの暦と占筮』（Almanach et Pronostication pour l'an 1583., 1582年頃）
- 『1586年向けの暦書あるいは改訂された天文暦』（Almanach, ou Ephemeride Reformez pour l'An de grace, mil cinq cens quatre vingts & six, 1585年頃）
- 『閏年である1596年向けの暦』（Almanach pour L'an de Bissexte, M.D.IIII.XX.XVI., 1595年頃）

これら以外の年にも暦書を刊行していた可能性は否定できないが、確認されていない。

## 経歴
この人物の経歴は一切明らかになっていない。同時代の書誌学者ラ・クロワ・デュ・メーヌは、パリの医学博士ジャン・ル・プルチエ（Jean le Peletier）だとしていた。ただし、ラ・クロワ・デュ・メーヌの書誌には、ジャン・ル・プルチエという人物は載っていない。
18世紀の段階でこのジャン・ル・プルチエは、コレージュ・ド・ナヴァルの神学教授ジャン・ペルチエ（Jean Pelletier）を兄に持つ著名な詩人ジャック・ペルチエ（ジャック・ペルチエ・デュ・マン, 1517年-1582年）のことだとする見解が存在していた。日本では高田勇がこの見解を支持している。
他方で、ピエール・ブランダムールは、ラ・クロワ・デュ・メーヌが指摘したのはあくまでもジャン・ル・プルチエであって、ペルチエ・デュ・マンと混同すべきではないと指摘している。なお、現在のフランス国立図書館には、ジャン・ル・プルチエ名義の著書が1冊所蔵されているが、ラ・クロワ・デュ・メーヌの言っていたのと同一人物かは定かではない。
なお、ブランダムールは Crox を「クロー」と読み、ノストラダムス2世が自分以外の偽ノストラダムスを批判する時に挙げた「ノストラダムスがいた地域の名を姓に使っている者」は、このクロクスを仄めかしたものではないかと指摘している。ノストラダムスが晩年に暮らしていた町サロンはクロー地方（Crau）にあったからである。